# Јуџин Ирвинг Гордон
Јуџин Ирвинг Гордон (енгл. Eugene Irving Gordon; 14. септембар 1930 — 15. септембар 2014) био је амерички физичар.

## Биографија
Гордон је рођен 14. септембра 1930. у Њујорку. Дипломирао је на Градском колеџу у Њујорку, 1952. године, а докторирао је у Масачусетском институту технологије, 1957. године. Оженио се за Лигтвејв Девикес, 31. децембра 1991. године. Умро је 15. септембра 2014. године, један дан после свог 84 рођендана. Сахрањен је 17. септембра 2014. године на гробљу Бет Израел у граду Вудбриџ.